# Tournoi de tennis d'Itaparica
Le tournoi d'Itaparica (Brésil) est un ancien tournoi de tennis masculin du circuit ATP disputé sur l'île d'Itaparica sur surface dure de 1986 à 1990.

## Palmarès messieurs

### Simple
| No | Date       | Nom et lieu du tournoi   | Catégorie | Dotation  | Surface    | Vainqueur     | Finaliste              | Score         |         |
| -- | ---------- | ------------------------ | --------- | --------- | ---------- | ------------- | ---------------------- | ------------- | ------- |
| 1  | 24-11-1986 | , Itaparica              |           | 125 000 $ | Dur (ext.) | Andrés Gómez  | Jean-Philippe Fleurian | 4-6, 6-4, 6-4 |         |
| 2  | 23-11-1987 | , Itaparica              |           | 450 000 $ | Dur (ext.) | Andre Agassi  | Luiz Mattar            | 7-6, 6-2      |         |
| 3  | 21-11-1988 | , Itaparica              |           | 275 000 $ | Dur (ext.) | Jaime Yzaga   | Javier Frana           | 7-6, 6-2      |         |
| 4  | 20-11-1989 | , Itaparica              |           | 275 000 $ | Dur (ext.) | Martín Jaite  | Jay Berger             | 6-4, 6-4      |         |
| 5  | 05-11-1990 | Citibank Open, Itaparica |           | 225 000 $ | Dur (ext.) | Mats Wilander | Marcelo Filippini      | 6-1, 6-2      | Tableau |

### Double
| No | Date       | Nom et lieu du tournoi   | Catégorie | Dotation  | Surface    | Vainqueurs                   | Finalistes                    | Score    |         |
| -- | ---------- | ------------------------ | --------- | --------- | ---------- | ---------------------------- | ----------------------------- | -------- | ------- |
| 1  | 24-11-1986 | , Itaparica              |           | 125 000 $ | Dur (ext.) | Chip Hooper Mike Leach       | Loïc Courteau Guy Forget      | 7-5, 6-3 |         |
| 2  | 23-11-1987 | , Itaparica              |           | 450 000 $ | Dur (ext.) | Sergio Casal Emilio Sánchez  | Jorge Lozano Diego Pérez      | 6-2, 6-2 |         |
| 3  | 21-11-1988 | , Itaparica              |           | 275 000 $ | Dur (ext.) | Sergio Casal Emilio Sánchez  | Jorge Lozano Todd Witsken     | 7-6, 7-6 |         |
| 4  | 20-11-1989 | , Itaparica              |           | 275 000 $ | Dur (ext.) | Rick Leach Jim Pugh          | Jorge Lozano Todd Witsken     | 6-2, 7-6 |         |
| 5  | 05-11-1990 | Citibank Open, Itaparica |           | 225 000 $ | Dur (ext.) | Mauro Menezes Fernando Roese | Tomás Carbonell Marcos Górriz | 7-6, 7-5 | Tableau |